# Lijst van vlaggen van Amerikaanse gemeenten
Dit artikel bevat een lijst van vlaggen van Amerikaanse gemeenten (municipalities), die per staat worden weergegeven. Vanwege het (potentieel) grote aantal, worden ze hier niet getoond. Dit lijst toont alleen vlaggen van plaatsen met meer dan 100.000 inwoners en de hoofdsteden van de Amerikaanse staten.

## Alabama

Birmingham Vlag
Huntsville
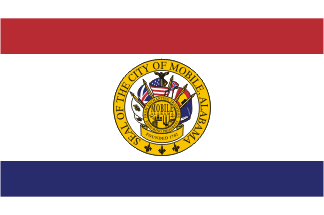
Mobile
Montgomery
Tuscaloosa

## Alaska

Anchorage Vlag
Juneau

## Arizona

Buckeye
Chandler
Gilbert
Glendale
Goodyear
Mesa
Peoria
Phoenix Vlag
Scottsdale
Surprise
Tempe
Tucson

## Arkansas

Little Rock

## Californië

Anaheim
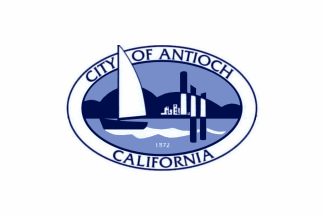
Antioch
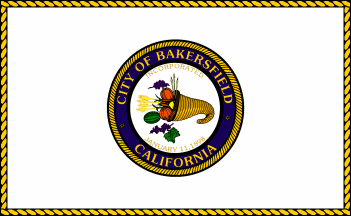
Bakersfield
Berkeley
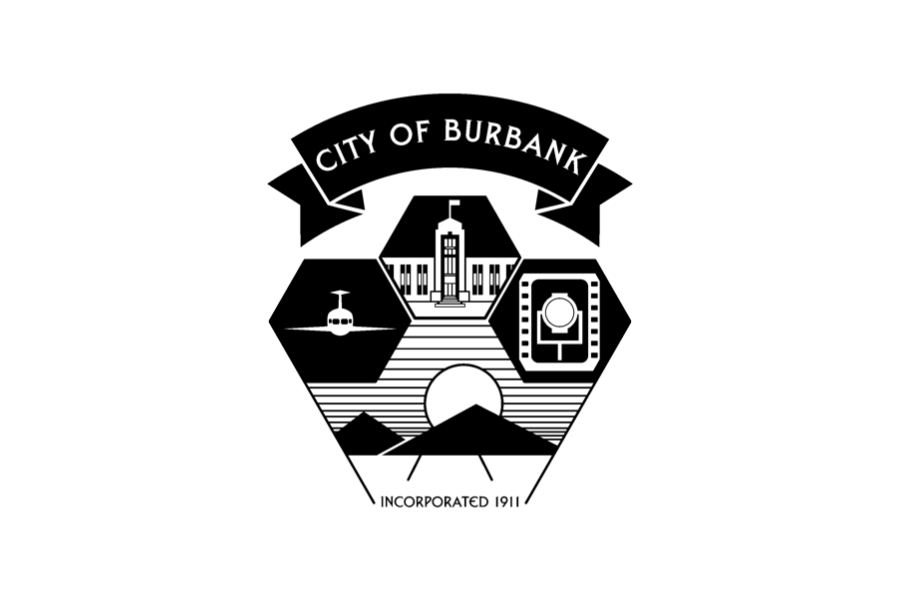
Burbank
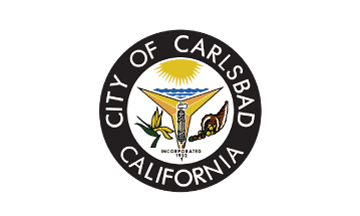
Carlsbad
Chico
Chula Vista
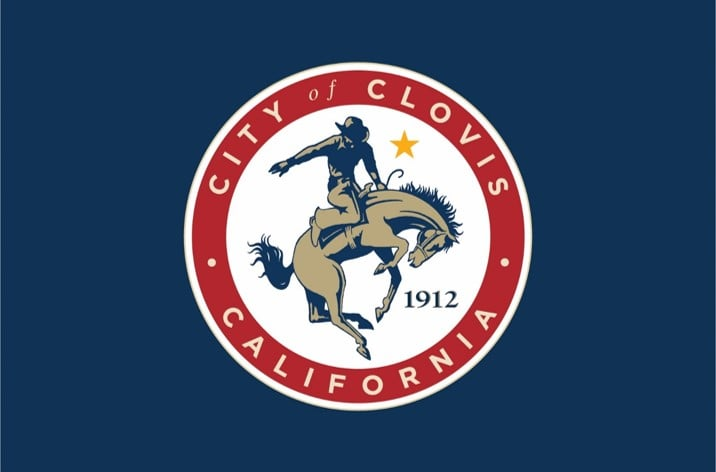
Clovis
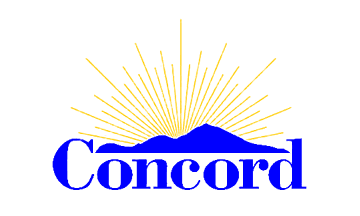
Concord
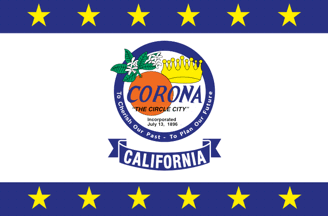
Corona
Costa Mesa
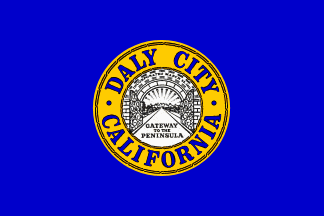
Daly City
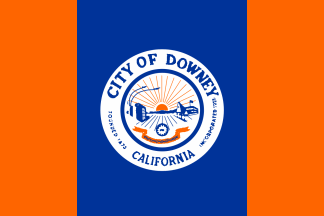
Downey
East Los Angeles
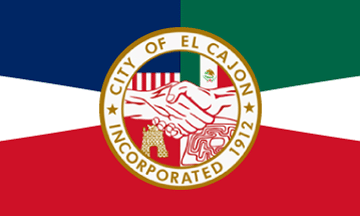
El Cajon
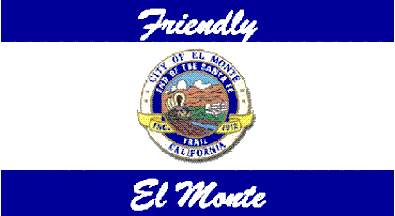
El Monte
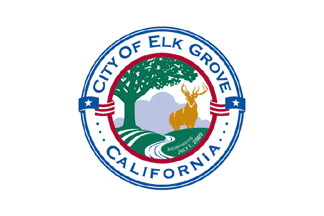
Elk Grove
Escondido
Fairfield
Fontana
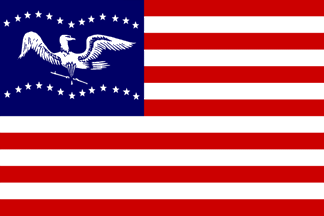
Fremont
Fresno
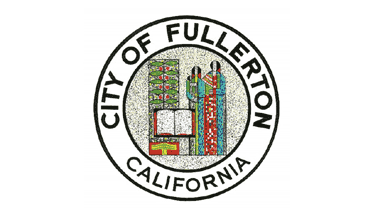
Fullerton
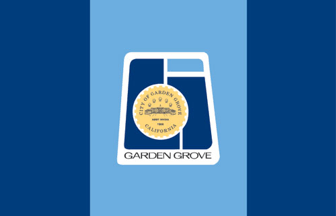
Garden Grove
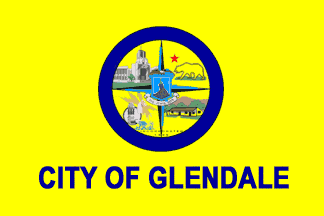
Glendale
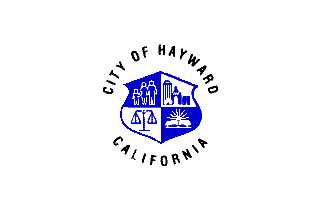
Hayward
Hesperia
Huntington Beach
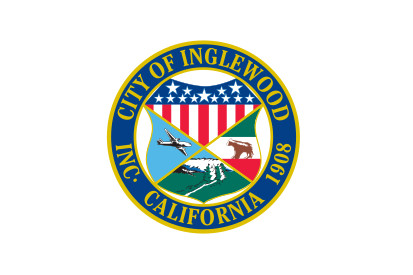
Inglewood
Irvine
Jurupa Valley
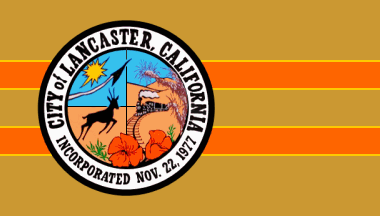
Lancaster
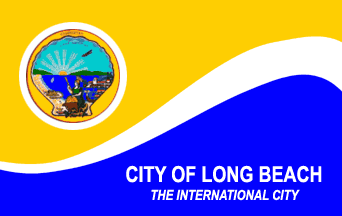
Long Beach
Los Angeles Vlag
Menifee
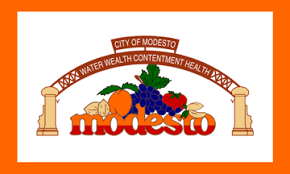
Modesto
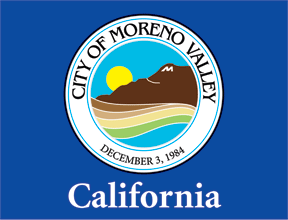
Moreno Valley
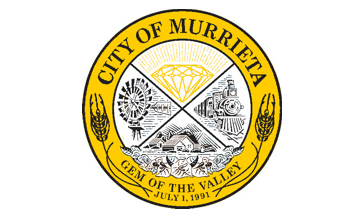
Murrieta
Oakland
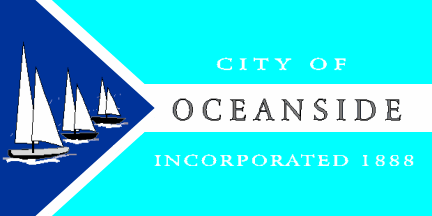
Oceanside
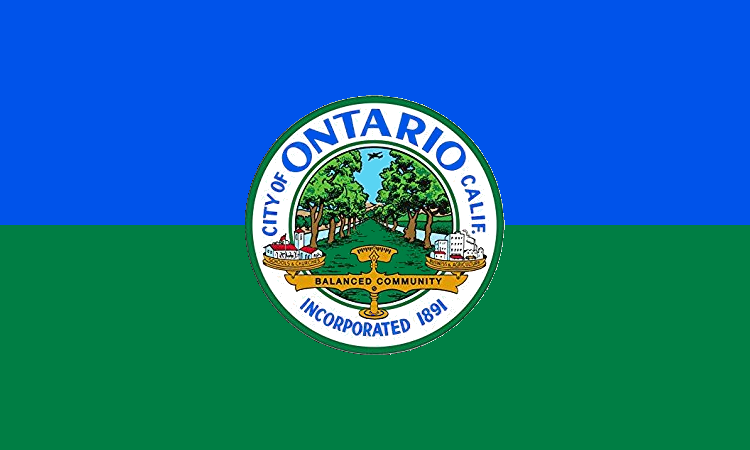
Ontario
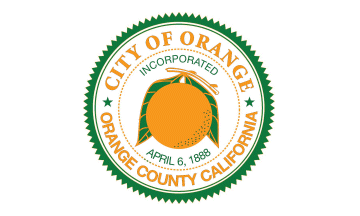
Orange
Oxnard
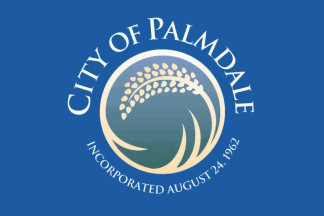
Palmdale
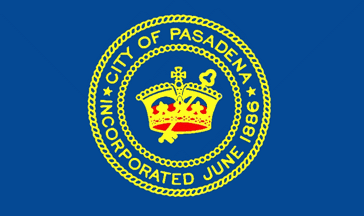
Pasadena
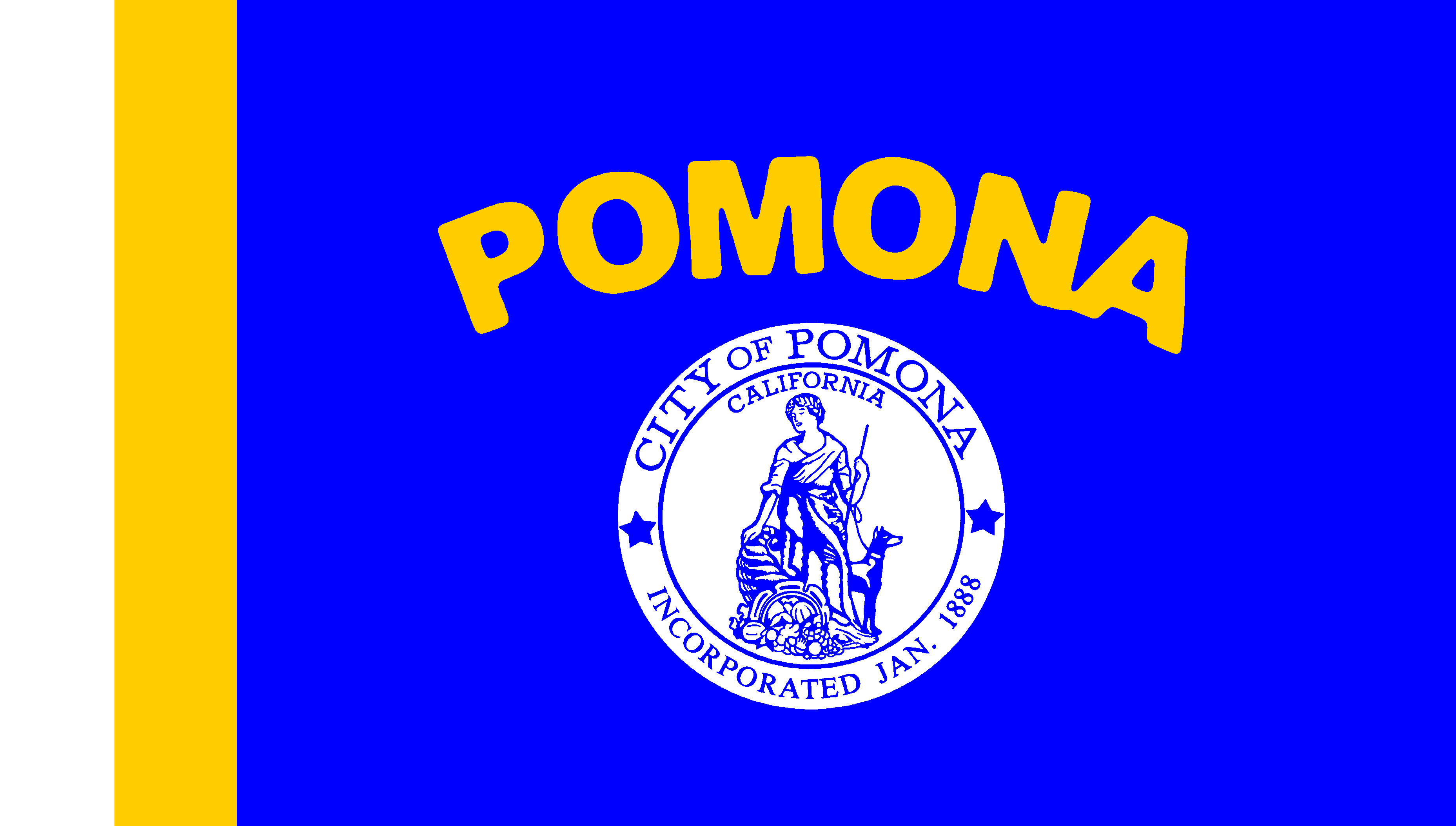
Pomona
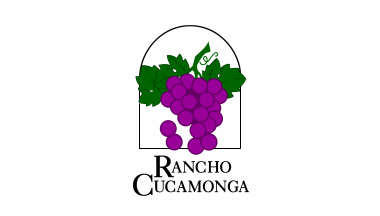
Rancho Cucamonga
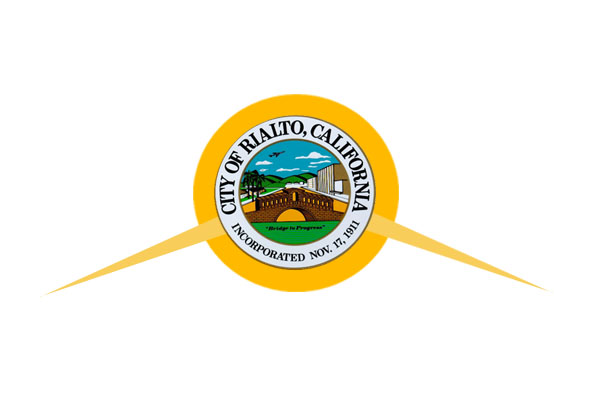
Rialto
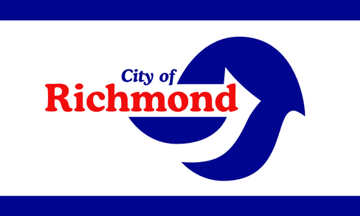
Richmond
Riverside
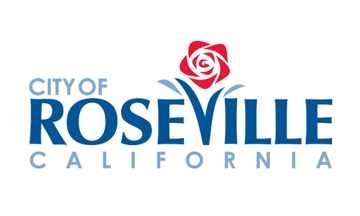
Roseville
Sacramento Vlag
Salinas
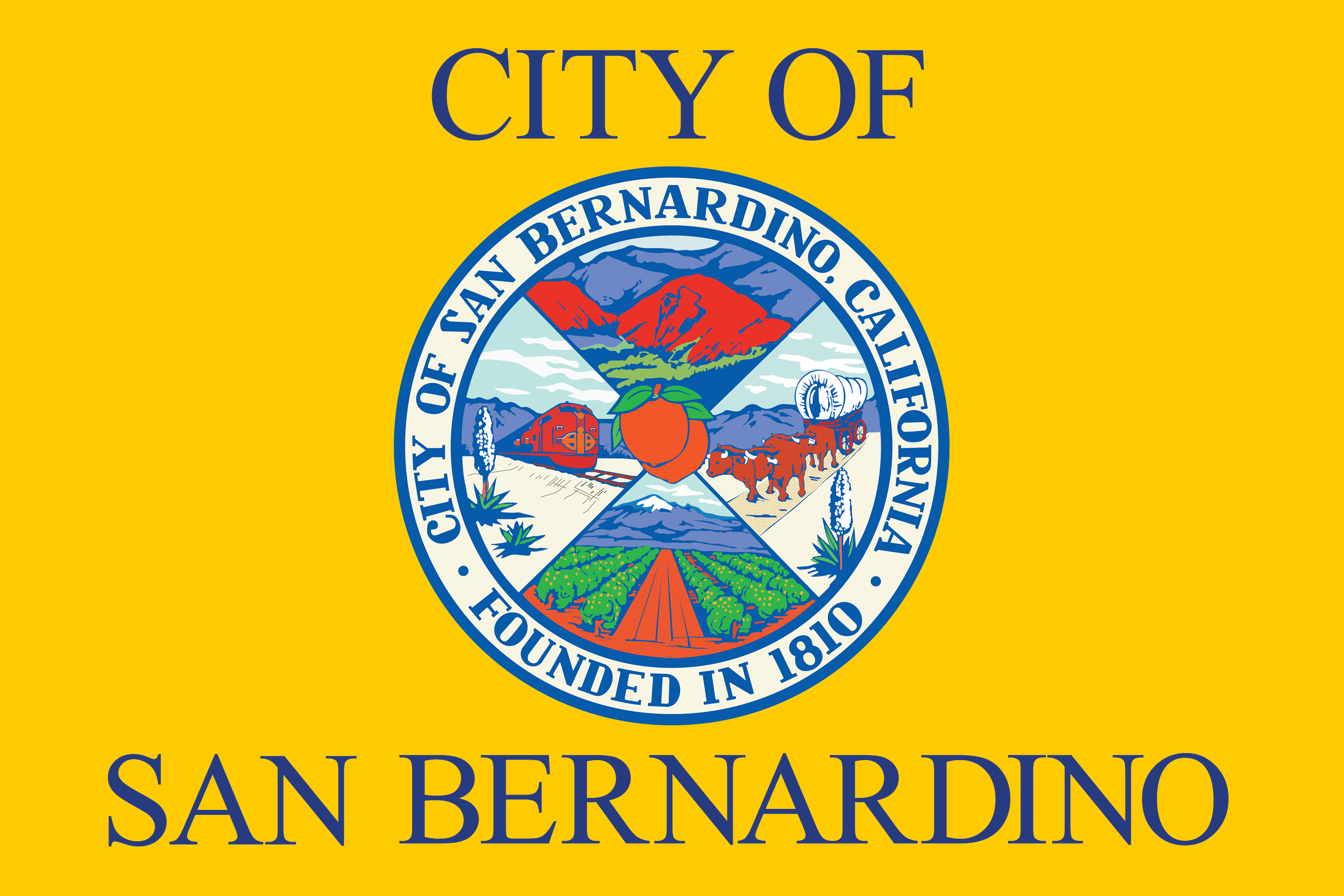
San Bernardino
San Diego Vlag
San Francisco Vlag
San Jose Vlag
San Mateo
Santa Ana
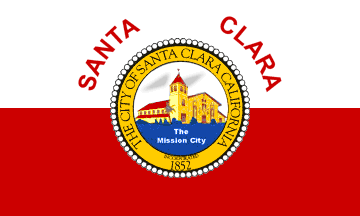
Santa Clara
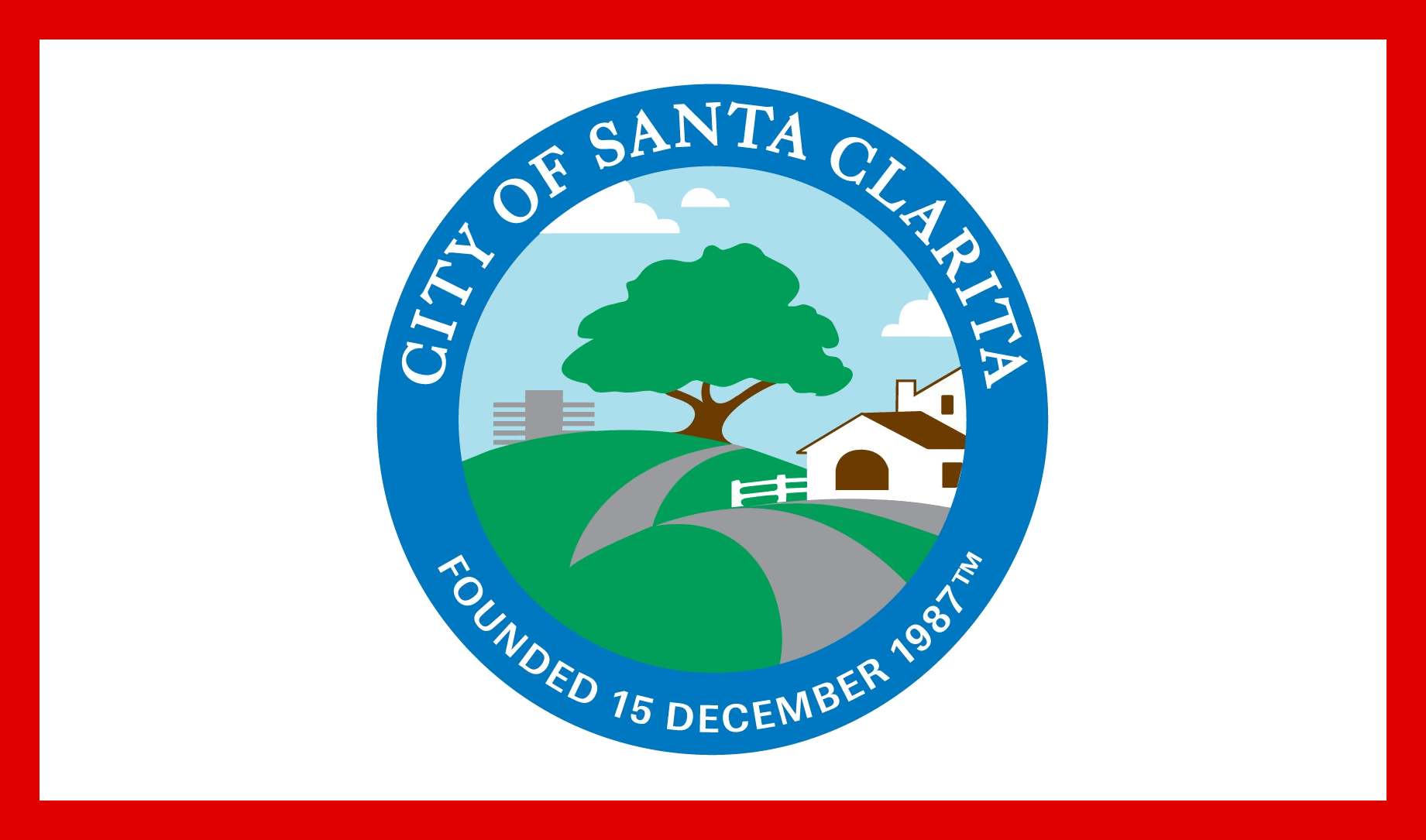
Santa Clarita
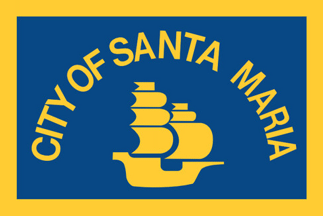
Santa Maria
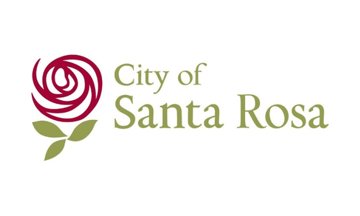
Santa Rosa
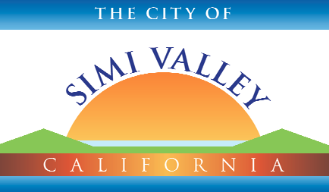
Simi Valley
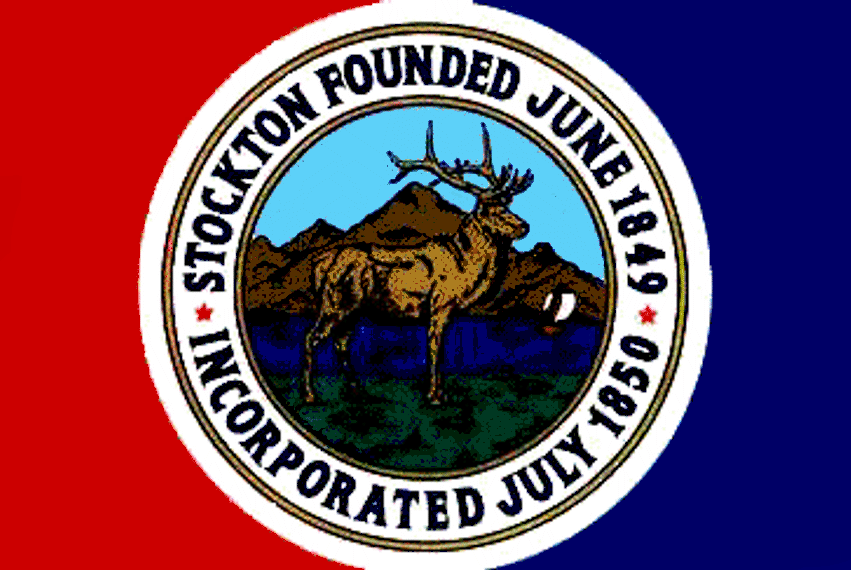
Stockton
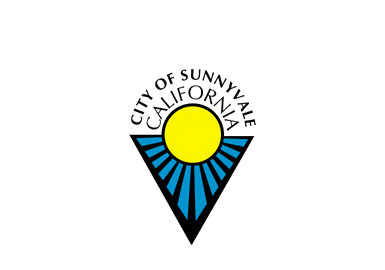
Sunnyvale
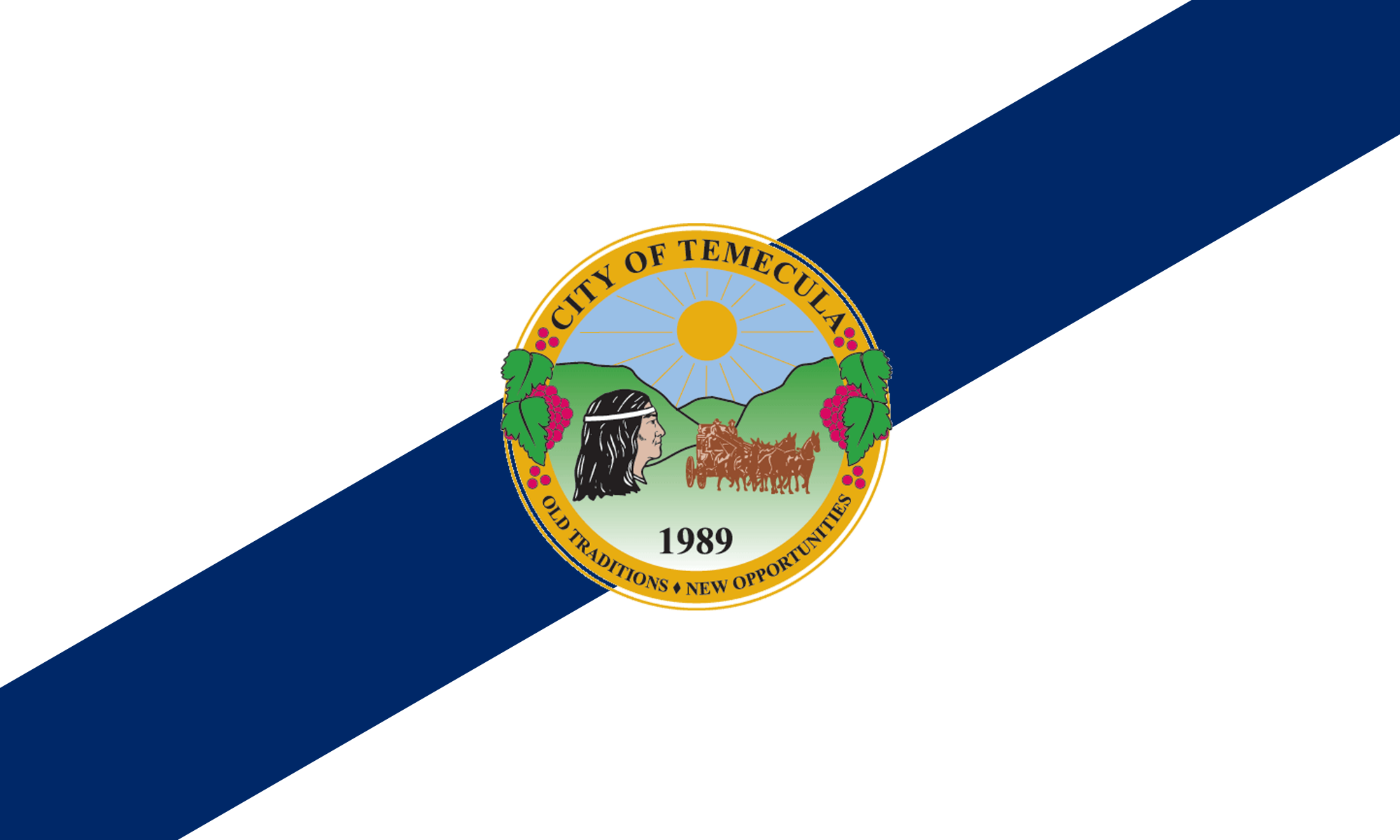
Temecula
Thousand Oaks
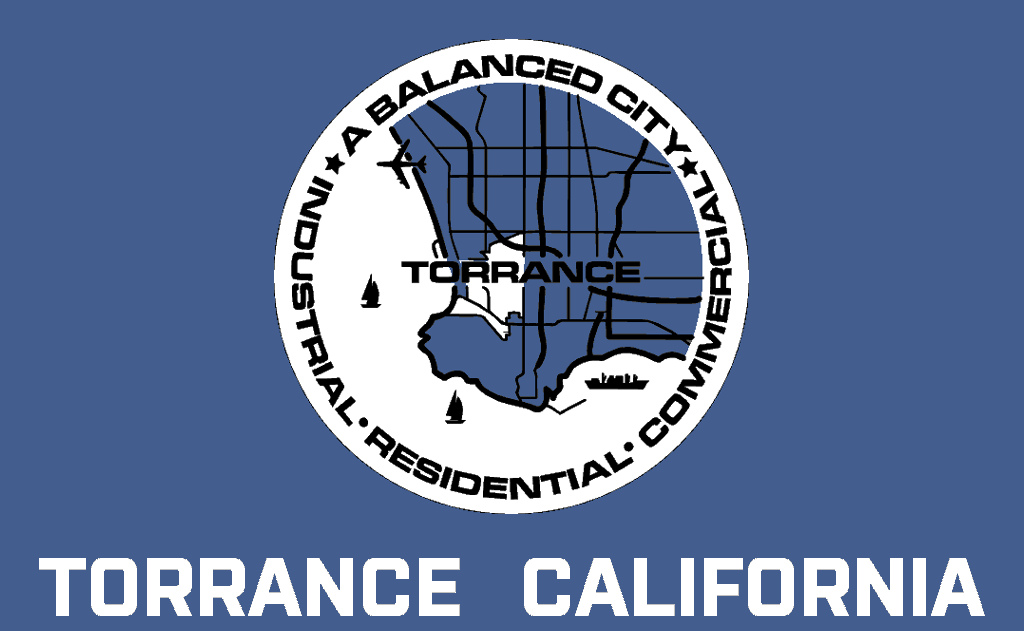
Torrance
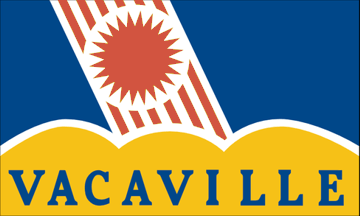
Vacaville
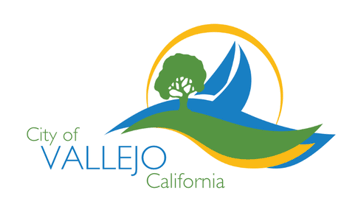
Vallejo
Ventura
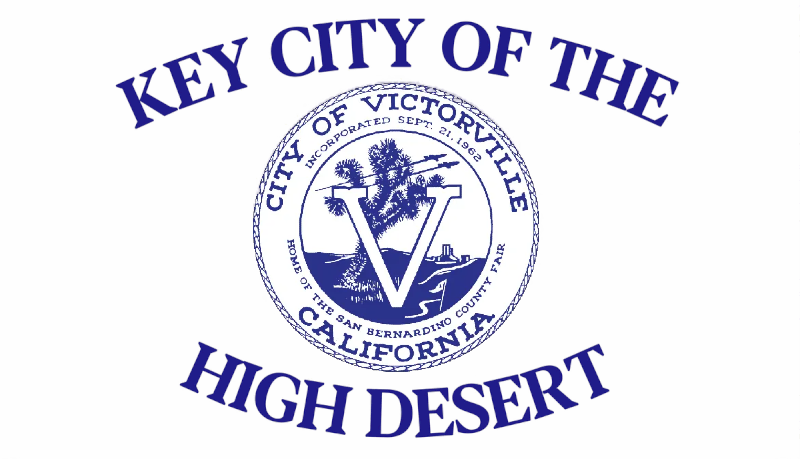
Victorville
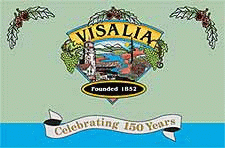
Visalia
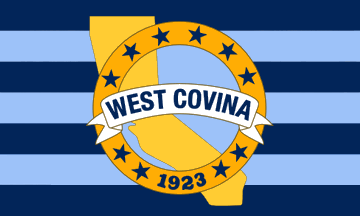
West Covina

## Colorado

Arvada
Aurora
Boulder
Centennial
Colorado Springs Vlag
Denver Vlag
Fort Collins
Greeley
Highlands Ranch
Lakewood
Pueblo
Thornton
Westminster

## Connecticut

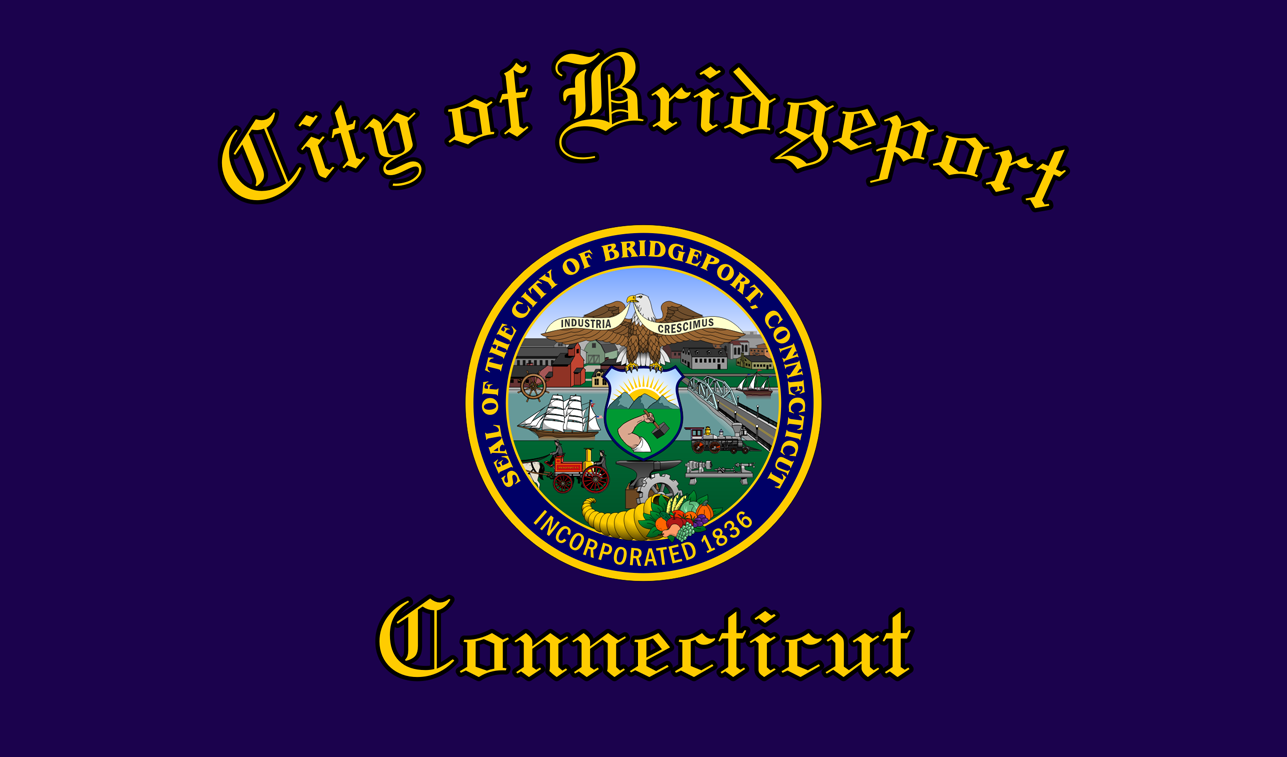
Bridgeport
Hartford
New Haven
Stamford
Waterbury

## Delaware

Dover

## Florida

Brandon
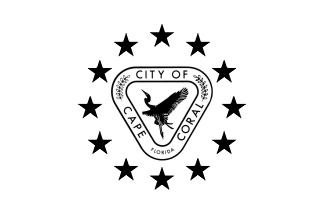
Cape Coral
Clearwater
Coral Springs
Davie
Fort Lauderdale
Gainesville
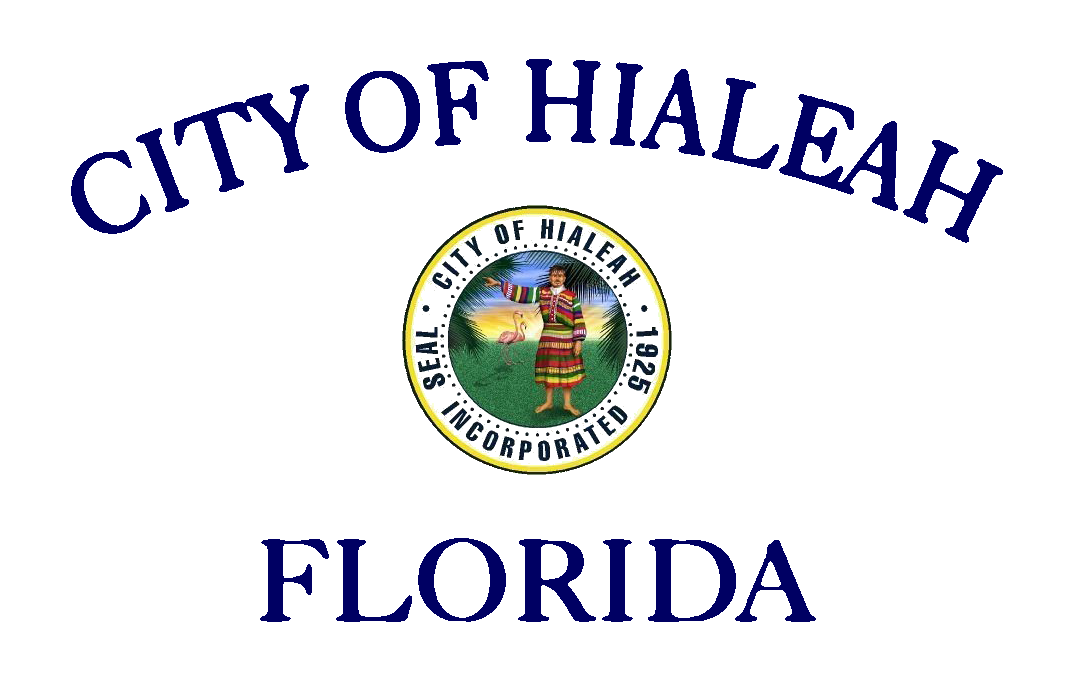
Hialeah
Hollywood
Jacksonville Vlag
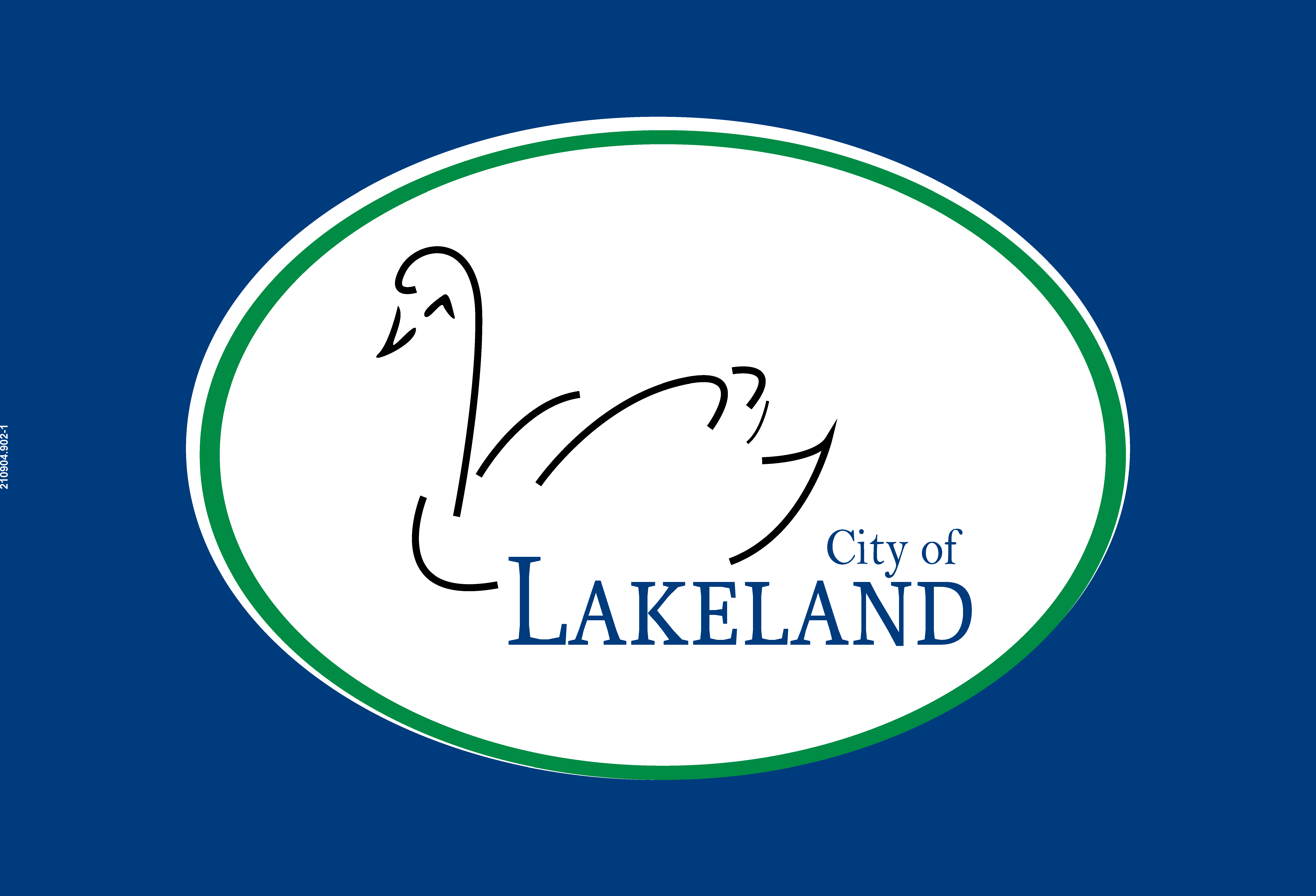
Lakeland
Lehigh Acres
Miami Vlag
Miami Gardens
Miramar
Orlando Vlag
Palm Bay
Pembroke Pines
Pompano Beach
Port St. Lucie
Riverview
Saint Petersburg
Spring Hill
Tallahassee
Tampa Vlag
West Palm Beach

## Georgia

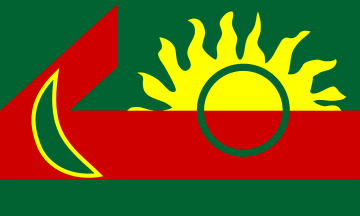
Athens
Atlanta Vlag
Augusta
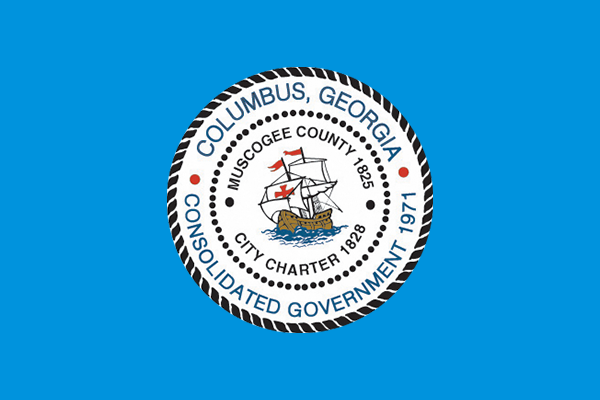
Columbus
Macon
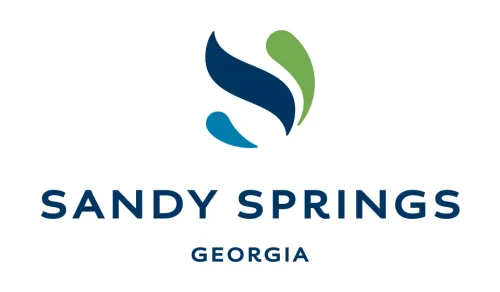
Sandy Springs
Savannah
South Fulton

## Hawaï

Honolulu Vlag

## Idaho

Boise
Meridian
Nampa

## Illinois

Aurora
Chicago Vlag
Elgin
Joliet
Naperville
Peoria
Rockford
Springfield

## Indiana

Carmel
Evansville
Fishers
Fort Wayne
Indianapolis Vlag
South Bend

## Iowa

Cedar Rapids
Davenport
Des Moines

## Kansas

Kansas City
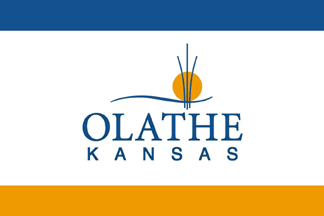
Olathe
Overland Park
Topeka
Wichita Vlag

## Kentucky

Frankfort
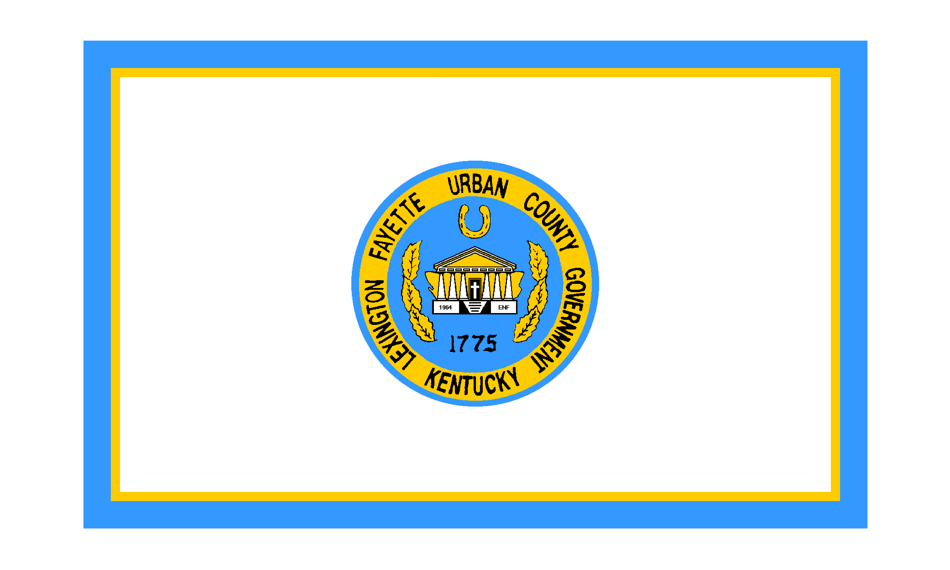
Lexington
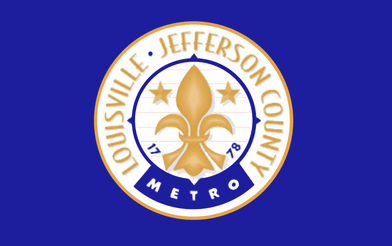
Louisville

## Louisiana

Baton Rouge
Lafayette
Metairie
New Orleans Vlag
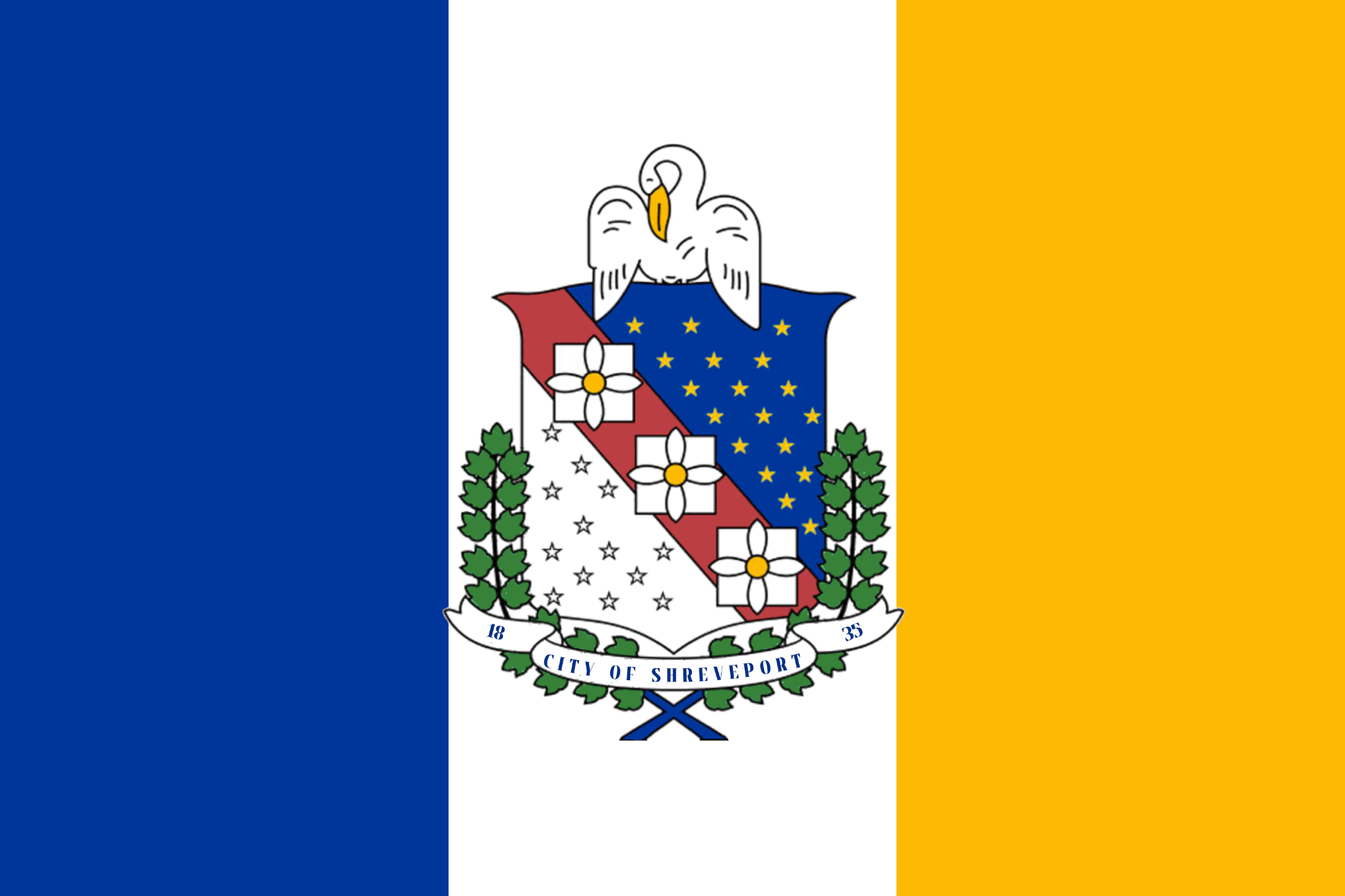
Shreveport

## Maine

Augusta

## Maryland

Annapolis
Baltimore Vlag
Columbia

## Massachusetts

Boston Vlag
Brockton
Cambridge
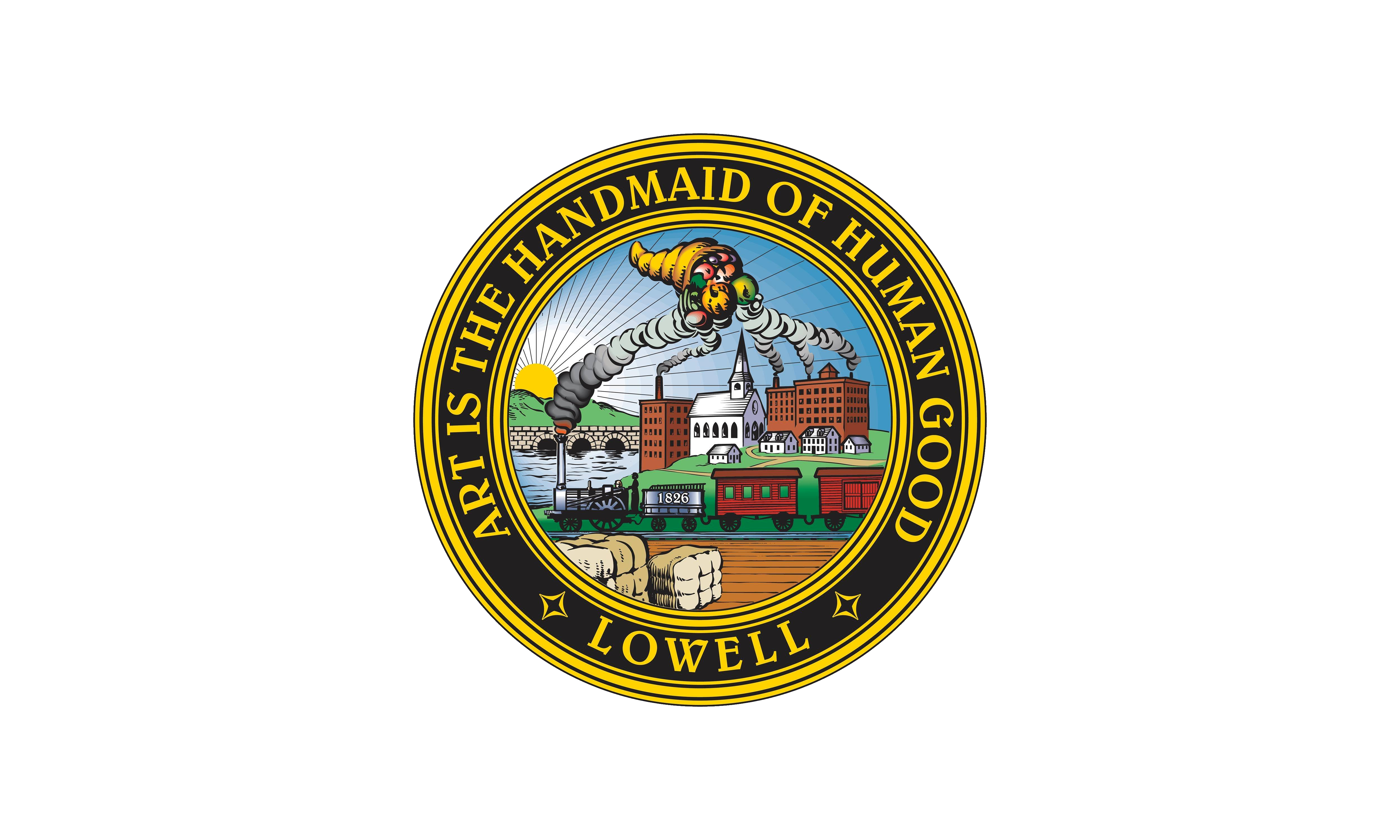
Lowell
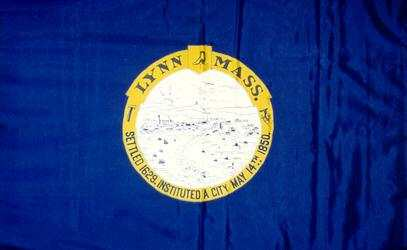
Lynn
New Bedford
Quincy
Springfield
Worcester

## Michigan

Ann Arbor
Dearborn
Detroit Vlag
Grand Rapids
Lansing
Sterling Heights
Warren

## Minnesota

Minneapolis Vlag
Rochester
Saint Paul Vlag

## Mississippi

Jackson

## Missouri

Columbia
Independence
Jefferson City
Kansas City Vlag
Lee's Summit
Saint Louis Vlag
Springfield

## Montana

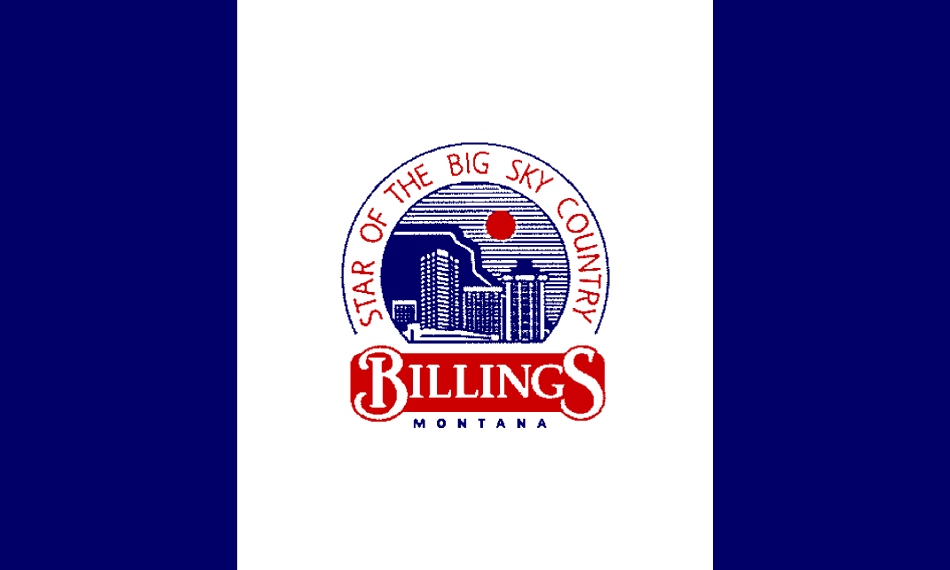
Billings
Helena

## Nebraska

Lincoln
Omaha Vlag

## Nevada

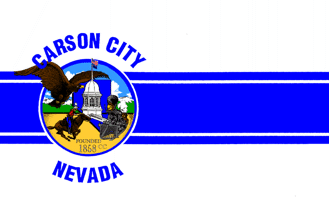
Carson City
Enterprise
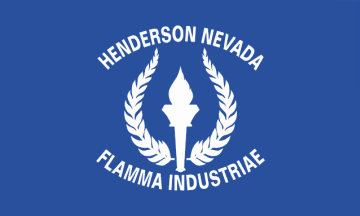
Henderson
Las Vegas Vlag
North Las Vegas
Paradise
Reno
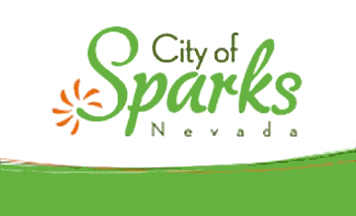
Sparks
Spring Valley
Sunrise Manor

## New Hampshire

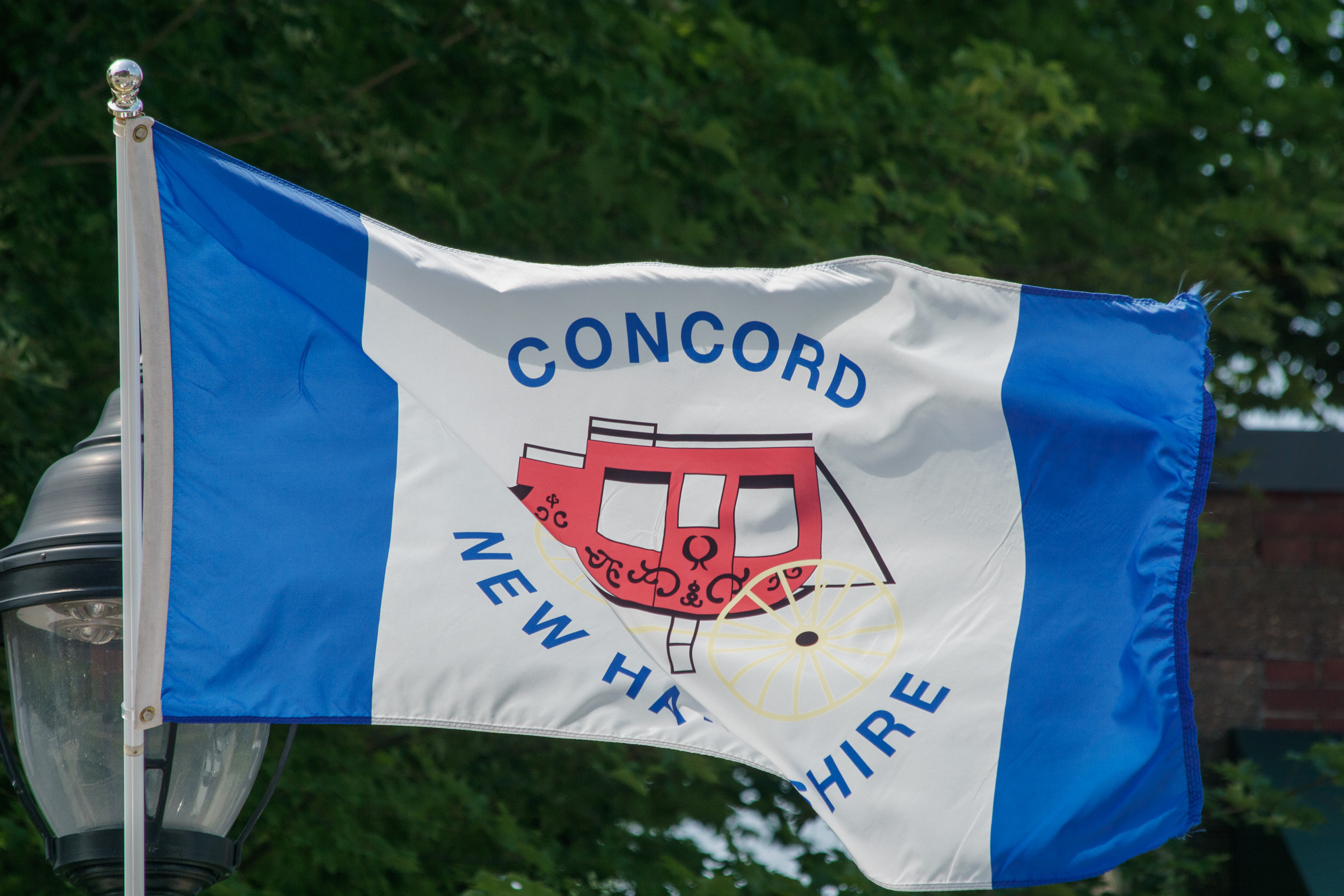
Concord
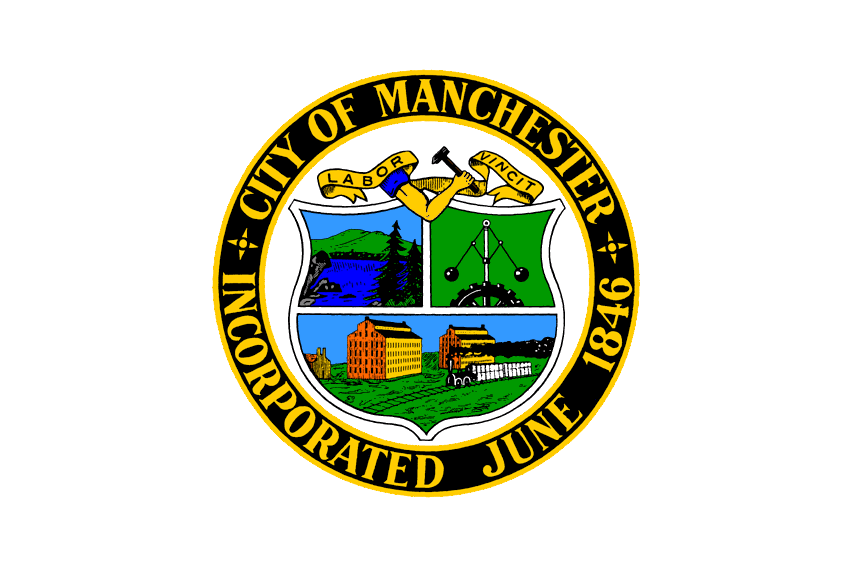
Manchester

## New Jersey

Edison
Elizabeth
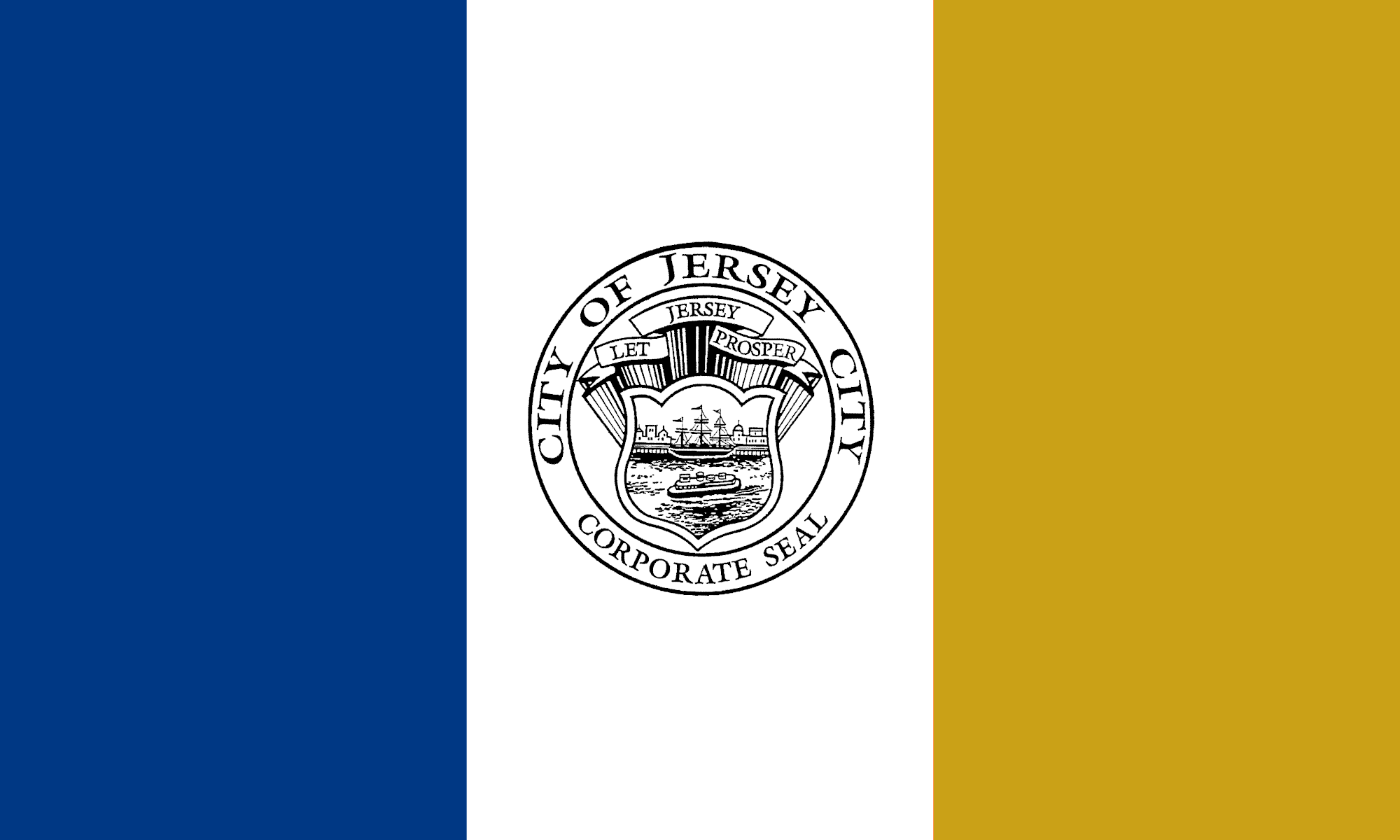
Jersey City
Lakewood
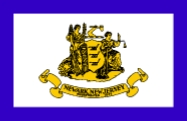
Newark
Paterson
Trenton
Woodbridge

## New Mexico

Albuquerque Vlag
Las Cruces
Rio Rancho
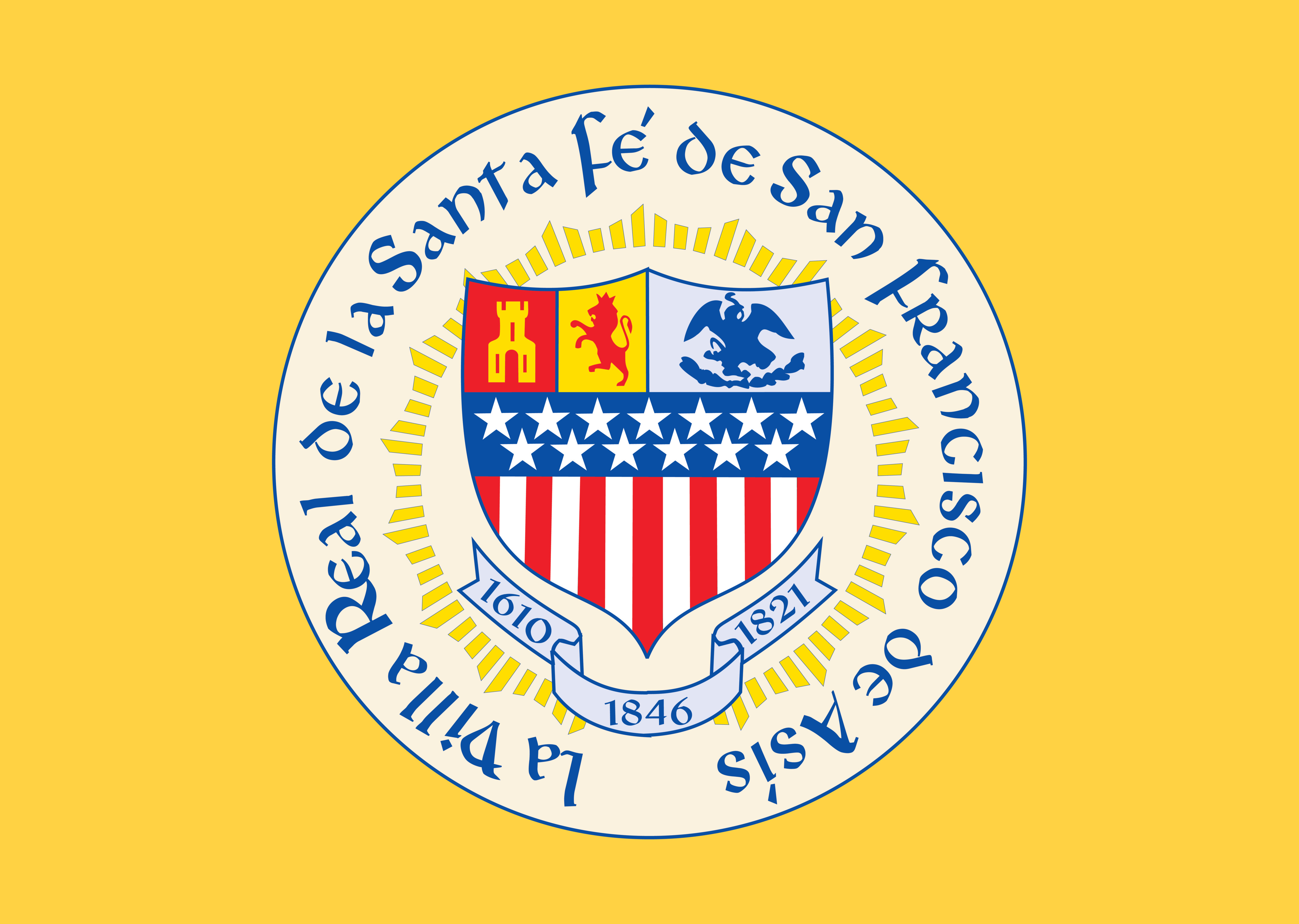
Santa Fe

## New York

Albany Vlag
Buffalo
New York Vlag
Rochester
Syracuse
Yonkers

## North Carolina

Cary
Charlotte Vlag
Concord
Durham
Fayetteville
Greensboro
High Point
Raleigh
Wilmington
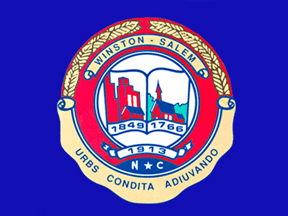
Winston-Salem

## North Dakota

Bismarck
Fargo

## Ohio

Akron
Cincinnati
Cleveland Vlag
Columbus Vlag
Dayton
Toledo

## Oklahoma

Broken Arrow
Norman
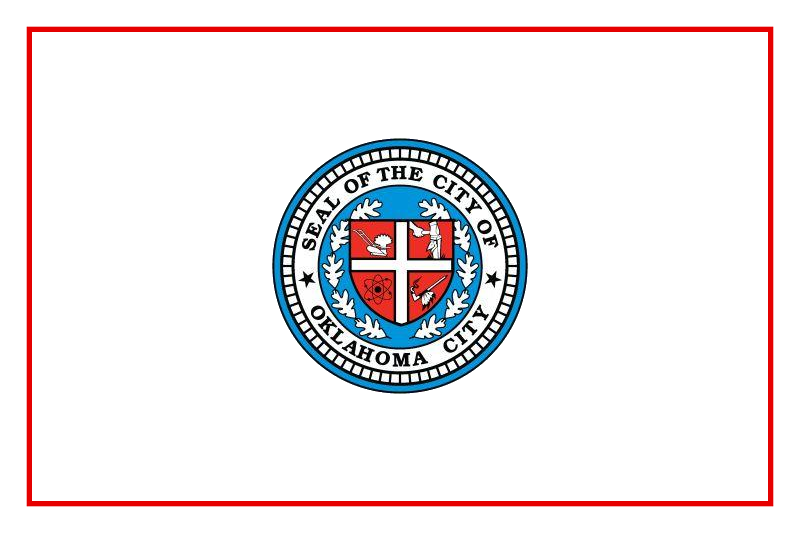
Oklahoma City
Tulsa

## Oregon

Bend
Eugene
Gresham
Hillsboro
Portland Vlag
Salem

## Pennsylvania

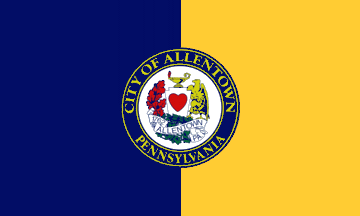
Allentown
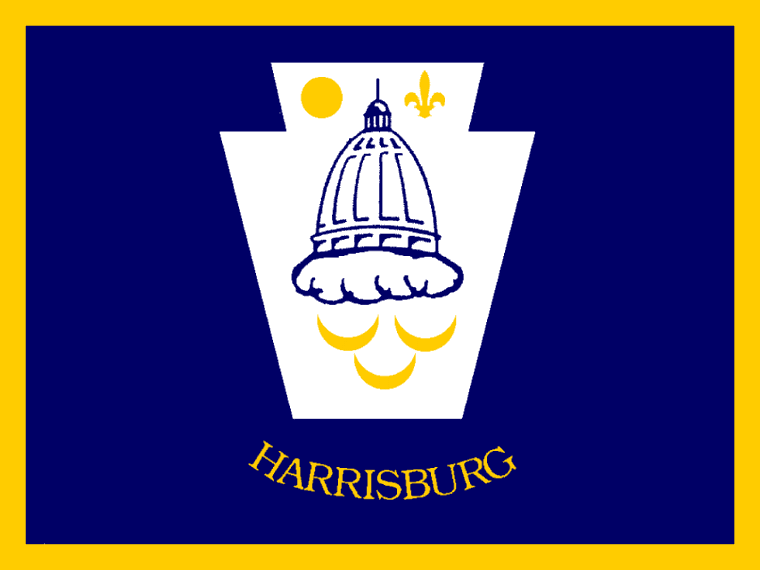
Harrisburg
Philadelphia Vlag
Pittsburgh Vlag

## Rhode Island

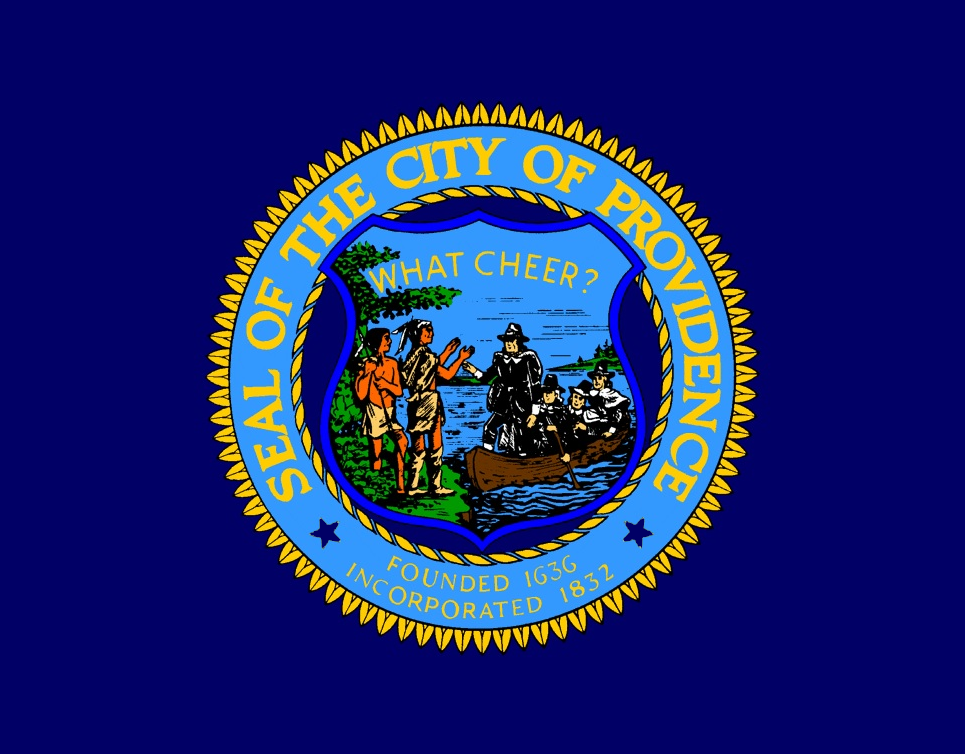
Providence

## South Carolina

Charleston
Columbia
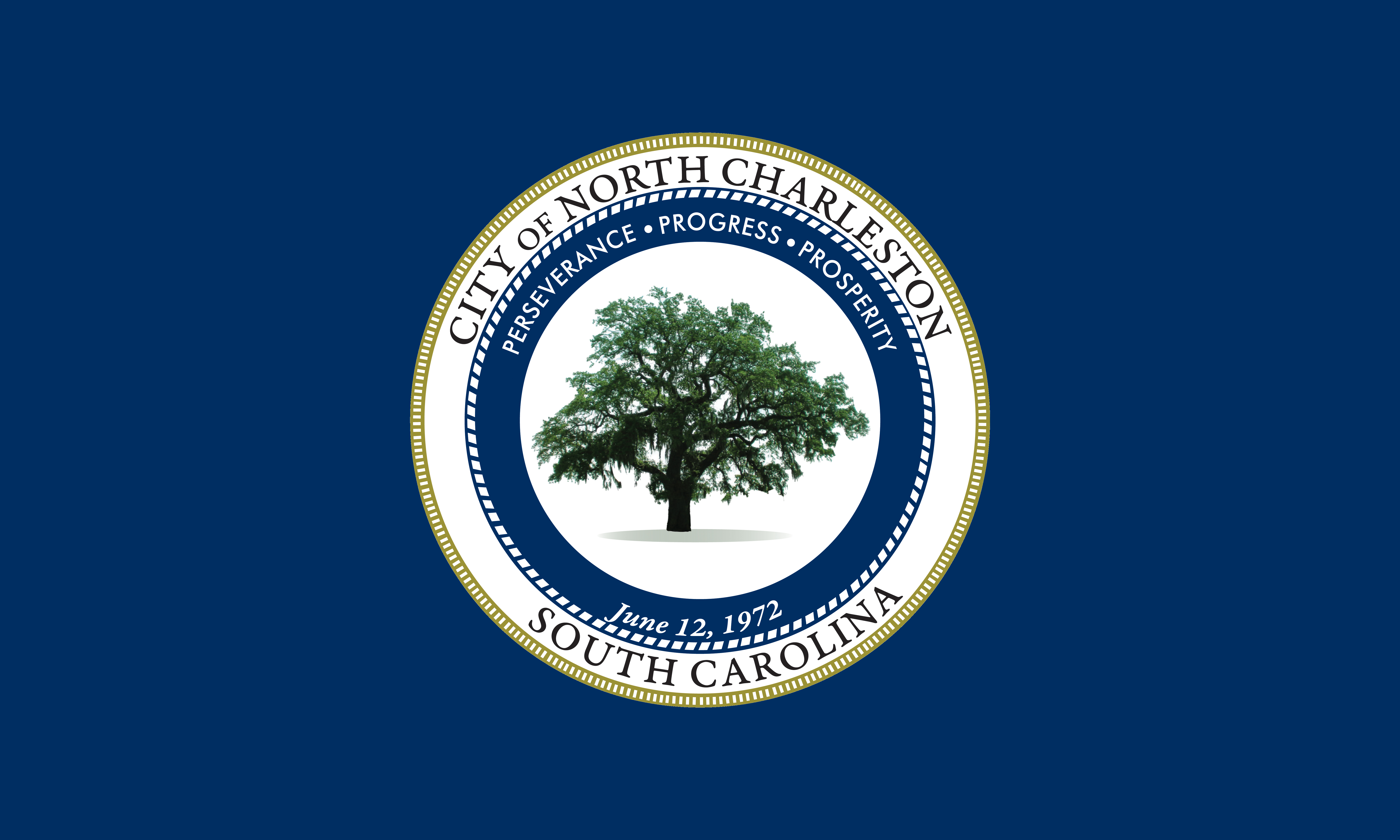
North Charleston

## South Dakota

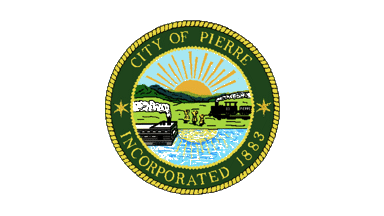
Pierre
Sioux Falls

## Tennessee

Chattanooga
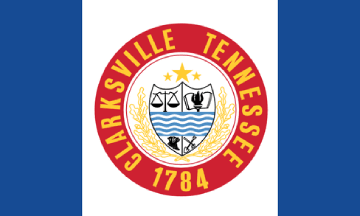
Clarksville
Knoxville
Memphis Vlag
Murfreesboro
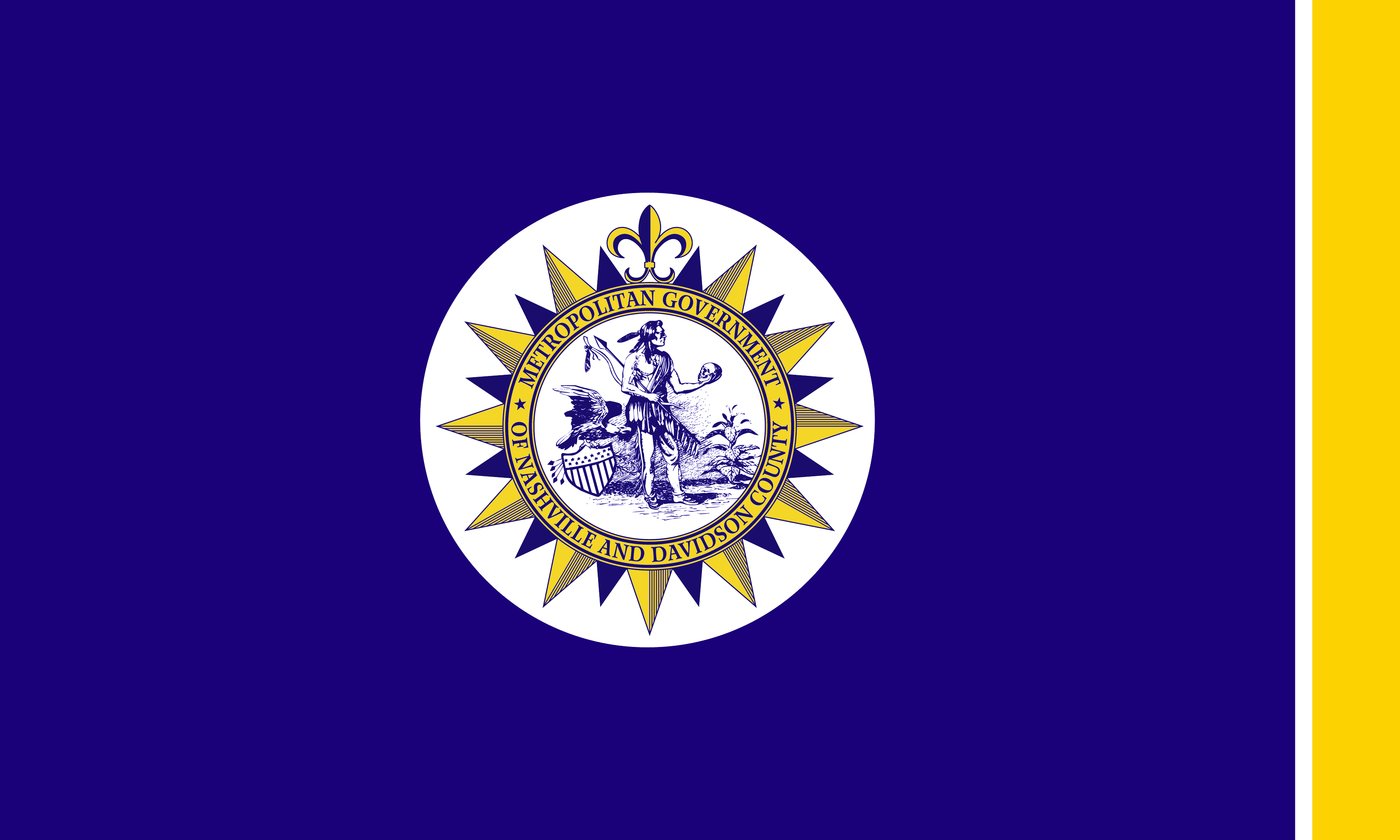
Nashville Vlag

## Texas

Abilene
Allen
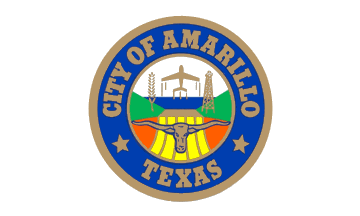
Amarillo
Arlington
Austin Vlag
Beaumont
Brownsville
Carrollton
College Station
Conroe
Corpus Christi
Dallas Vlag
Denton
Edinburg
El Paso Vlag
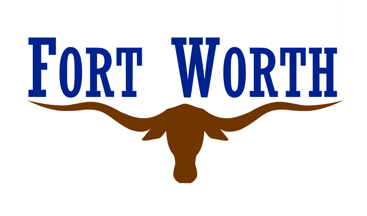
Fort Worth Vlag
Frisco
Garland
Grand Prairie
Houston Vlag
Irving
Killeen
Laredo Vlag
League City
Lewisville
Lubbock
McAllen
McKinney
Mesquite
Midland
New Braunfels
Odessa
Pasadena
Pearland
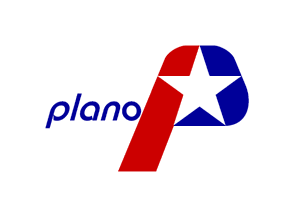
Plano
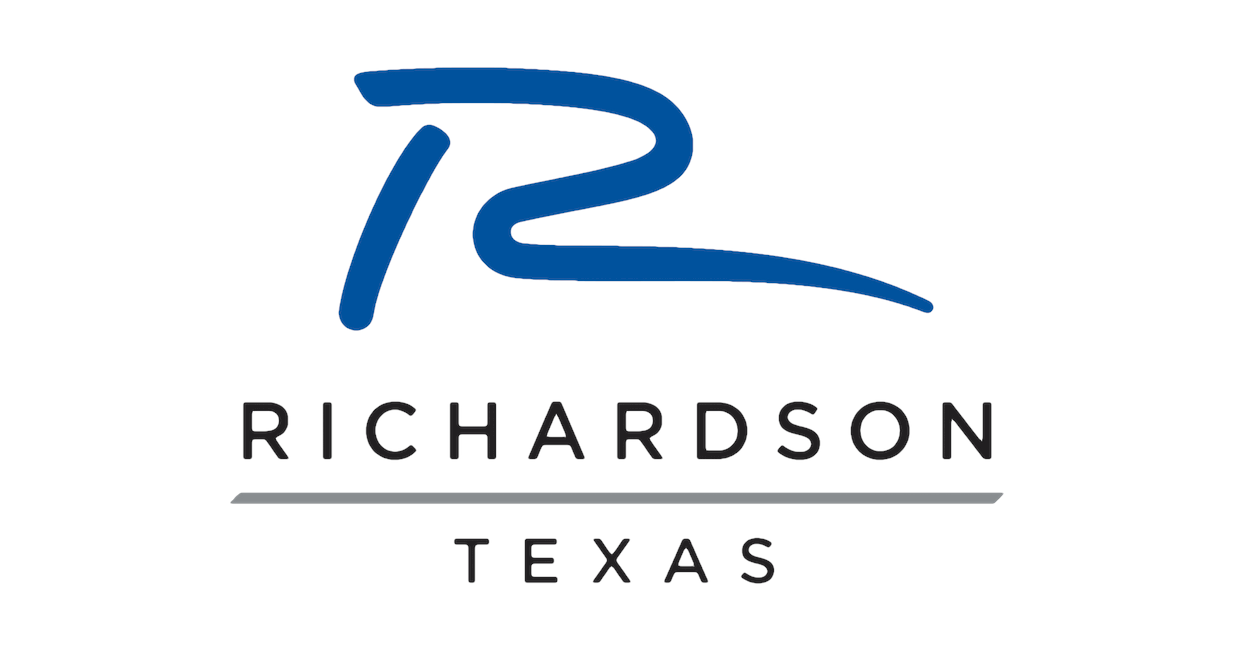
Richardson
Round Rock
San Antonio Vlag
Sugar Land
The Woodlands
Tyler
Waco
Wichita Falls

## Utah

Provo
Salt Lake City Vlag
St. George
West Jordan
West Valley City

## Vermont

Montpelier

## Virginia

Alexandria
Arlington
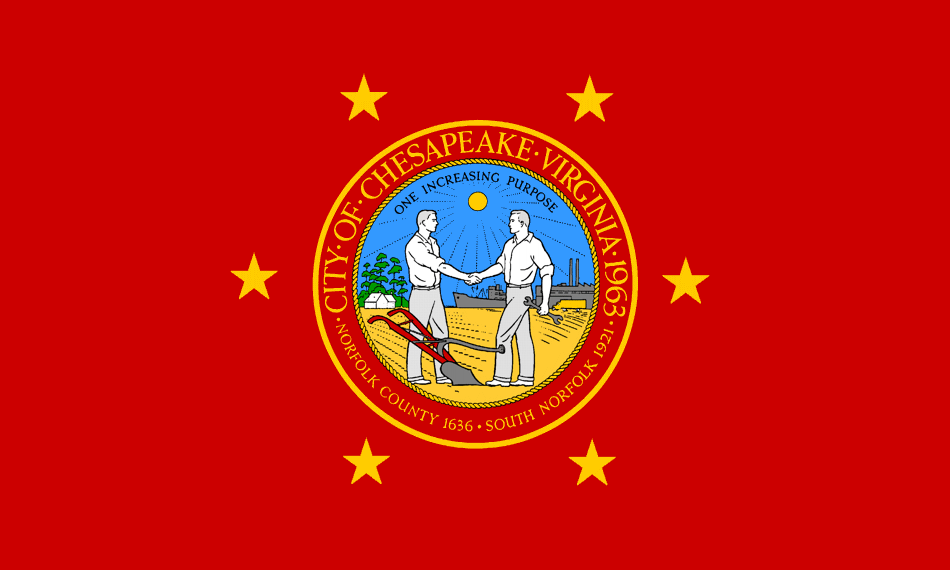
Chesapeake
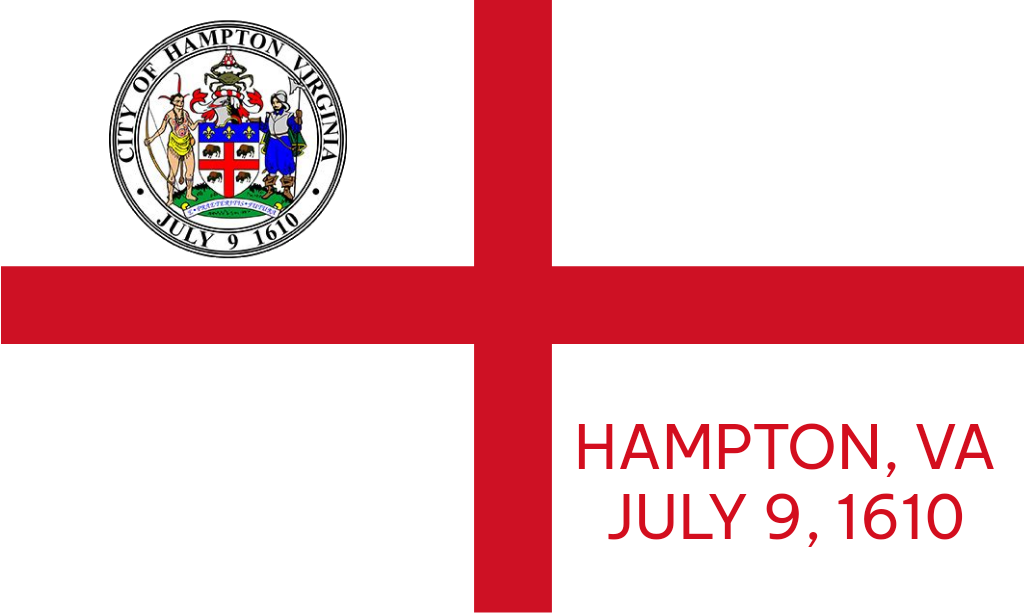
Hampton
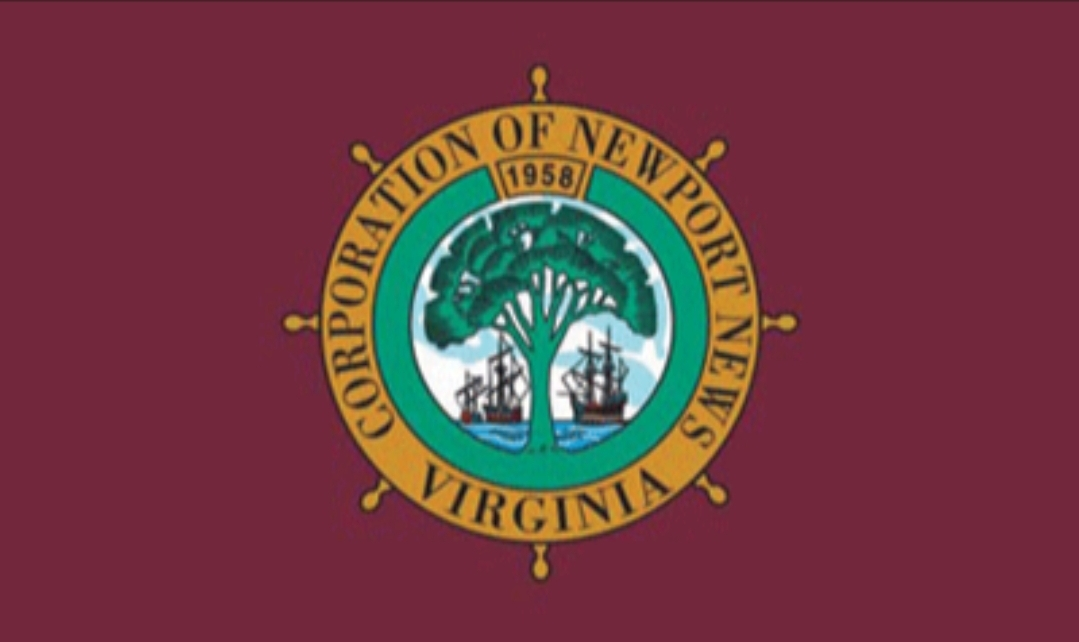
Newport News
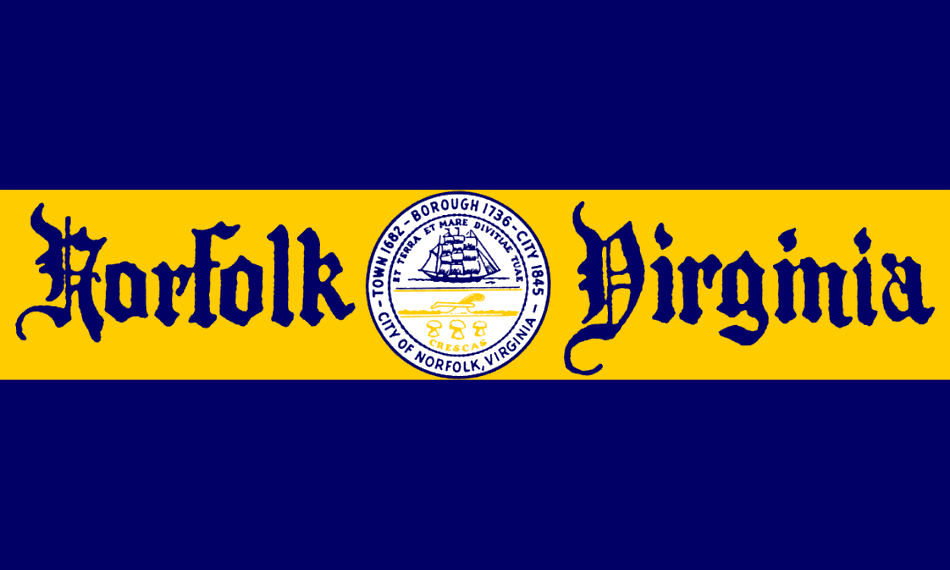
Norfolk
Richmond
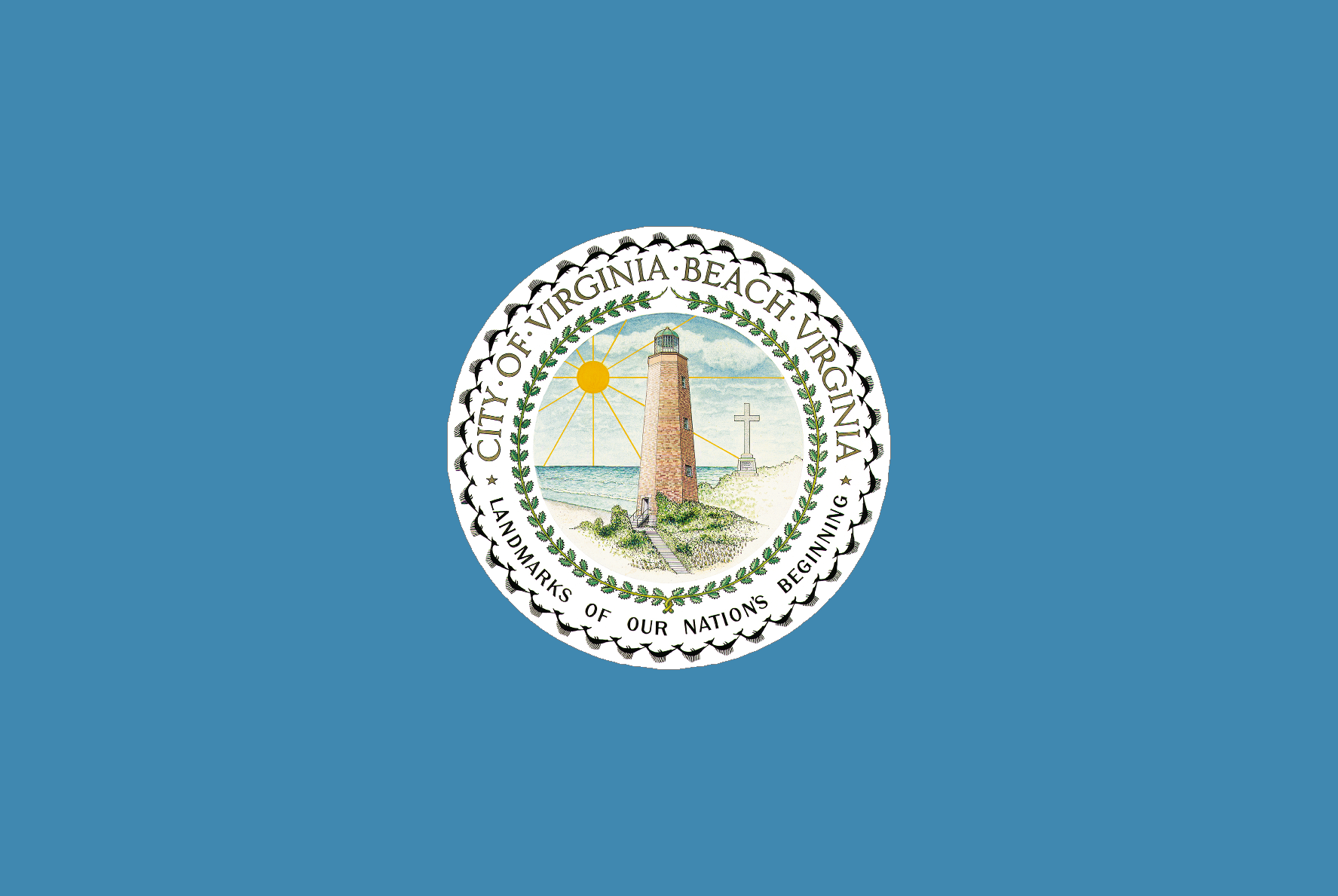
Virginia Beach

## Washington (staat)

Bellevue
Everett
Kent
Olympia
Renton
Seattle Vlag
Spokane
Spokane Valley
Tacoma
Vancouver

## West Virginia

Charleston

## Wisconsin

Green Bay
Madison
Milwaukee Vlag

## Wyoming

Cheyenne

## District of Columbia

Washington D.C. Vlag

## Puerto Rico

Bayamón
Caguas
Carolina
Ponce
San Juan

Andorra · Armenië · België · Bosnië en Herzegovina · Brazilië · Bulgarije · Canada · Chili · Colombia · Costa Rica · Denemarken · Duitsland · El Salvador · Estland · Frankrijk · Georgië · IJsland · Indonesië · Italië · Kaapverdië · Kosovo · Kroatië · Letland · Liechtenstein · Litouwen · Luxemburg · Malta · Mexico · Montenegro · Nederland · Noord-Macedonië · Noorwegen · Oekraïne · Oostenrijk · Oost-Timor · Polen · Portugal · Roemenië · Rusland · San Marino · Servië · Slovenië · Slowakije · Spanje · Tsjechië · Venezuela · Verenigd Koninkrijk · Verenigde Staten · Wit-Rusland · Zimbabwe · Zwitserland
Historisch: België · Nederland
Zie ook: Vlaggenlijsten (per land) · Vlaggen van afhankelijke gebieden · Vlaggen van subnationale entiteiten (per land) · Lijst van vlaggen van hoofdsteden